# Ana Isabel Elias
Ana Isabel Elias (sinh ngày 17 tháng 9 năm 1965) là một vận động viên chạy cự ly trung bình người Angola. Cô đã thi đấu ở nội dung 1500 mét nữ tại Thế vận hội Mùa hè 1992.